# Peter Widmann
Peter Widmann (født 24. april 1940, Oberboihingen i Tyskland) er en dansk/tysk teolog. Dr.theol 1980 og fra 1981 Professor i dogmatik ved Aarhus Universitet, fra 2009 professor emeritus. 